# Associazione Calcio Lanerossi Vicenza 1963-1964
Questa voce raccoglie le informazioni riguardanti l'Associazione Calcio Lanerossi Vicenza nelle competizioni ufficiali della stagione 1963-1964.

## Rosa
| N. |                   | Ruolo | Calciatore         |
| -- | ----------------- | ----- | ------------------ |
|    | Italia (bandiera) | P     | Franco Luison      |
|    | Italia (bandiera) | P     | Antonio Pin        |
|    | Italia (bandiera) | P     | Adriano Bardin     |
|    | Italia (bandiera) | D     | Giulio Savoini     |
|    | Italia (bandiera) | D     | Amedeo Stenti      |
|    | Italia (bandiera) | D     | Sergio Carantini   |
|    | Italia (bandiera) | D     | Gianfranco Volpato |
|    | Italia (bandiera) | D     | Mario Zanon        |
|    | Italia (bandiera) | C     | Giorgio De Marchi  |
|    | Italia (bandiera) | C     | Lucio Dell'Angelo  |

| N. |                       | Ruolo | Calciatore           |
| -- | --------------------- | ----- | -------------------- |
|    | Italia (bandiera)     | C     | Giobatta Zoppelletto |
|    | Italia (bandiera)     | C     | Sandro Tiberi        |
|    | Italia (bandiera)     | C     | Domenico Fontana     |
|    | Italia (bandiera)     | C     | Luigi Menti          |
|    | Italia (bandiera)     | A     | Sergio Campana       |
|    | Brasile (bandiera)    | A     | Luís Vinício         |
|    | Italia (bandiera)     | A     | Giovanni Vastola     |
|    | Portogallo (bandiera) | A     | Jorge Humberto Raggi |
|    | Italia (bandiera)     | A     | Giordano Colausig    |

## Risultati

### Serie A

#### Girone di andata
| 15 settembre 1963 1ª giornata | L.R. Vicenza | 1 – 1 | Torino |  |

| 22 settembre 1963 2ª giornata | L.R. Vicenza | 1 – 0 | Inter |  |

| 25 settembre 1963 3ª giornata | Messina | 2 – 0 | L.R. Vicenza |  |

| 29 settembre 1963 4ª giornata | Catania | 0 – 1 | L.R. Vicenza |  |

| 6 ottobre 1963 5ª giornata | L.R. Vicenza | 2 – 1 | Bari |  |

| 20 ottobre 1963 6ª giornata | Lazio | 0 – 1 | L.R. Vicenza |  |

| 23 ottobre 1963 7ª giornata | L.R. Vicenza | 1 – 0 | Fiorentina |  |

| 27 ottobre 1963 8ª giornata | L.R. Vicenza | 3 – 0 | Atalanta |  |

| 3 novembre 1963 9ª giornata | Modena | 2 – 3 | L.R. Vicenza |  |

| 18 dicembre 1963 10ª giornata | L.R. Vicenza | 0 – 1 | Milan |  |

| 24 novembre 1963 11ª giornata | Bologna | 3 – 0 | L.R. Vicenza |  |

| 1 dicembre 1963 12ª giornata | Genoa | 0 – 0 | L.R. Vicenza |  |

| 8 dicembre 1963 13ª giornata | L.R. Vicenza | 0 – 1 | Juventus |  |

| 22 dicembre 1963 14ª giornata | L.R. Vicenza | 1 – 3 | Sampdoria |  |

| 29 dicembre 1963 15ª giornata | Roma | 1 – 1 | L.R. Vicenza |  |

| 5 gennaio 1964 16ª giornata | SPAL | 1 – 0 | L.R. Vicenza |  |

| 29 gennaio 1964 17ª giornata | L.R. Vicenza | 1 – 1 | Mantova |  |

#### Girone di ritorno
| 26 gennaio 1964 18ª giornata | Torino | 0 – 0 | L.R. Vicenza |  |

| 2 febbraio 1964 19ª giornata | Inter | 0 – 0 | L.R. Vicenza |  |

| 9 febbraio 1964 20ª giornata | L.R. Vicenza | 1 – 1 | Messina |  |

| 16 febbraio 1964 21ª giornata | L.R. Vicenza | 1 – 1 | Catania |  |

| 23 febbraio 1964 22ª giornata | Bari | 1 – 0 | L.R. Vicenza |  |

| 1º marzo 1964 23ª giornata | L.R. Vicenza | 1 – 0 | Lazio |  |

| 8 marzo 1964 24ª giornata | Fiorentina | 0 – 2 | L.R. Vicenza |  |

| 15 marzo 1964 25ª giornata | Atalanta | 2 – 1 | L.R. Vicenza |  |

| 22 marzo 1964 26ª giornata | L.R. Vicenza | 4 – 3 | Modena |  |

| 29 marzo 1964 27ª giornata | Milan | 2 – 1 | L.R. Vicenza |  |

| 5 aprile 1964 28ª giornata | L.R. Vicenza | 1 – 3 | Bologna |  |

| 19 aprile 1964 29ª giornata | L.R. Vicenza | 1 – 0 | Genoa |  |

| 26 aprile 1964 30ª giornata | Juventus | 4 – 1 | L.R. Vicenza |  |

| 3 maggio 1964 31ª giornata | Sampdoria | 1 – 1 | L.R. Vicenza |  |

| 17 maggio 1964 32ª giornata | L.R. Vicenza | 2 – 1 | Roma |  |

| 24 maggio 1964 33ª giornata | L.R. Vicenza | 1 – 0 | SPAL |  |

| 31 maggio 1964 34ª giornata | Mantova | 0 – 0 | L.R. Vicenza |  |

## Statistiche

### Statistiche di squadra
| Competizione | Punti | In casa | In casa | In casa | In casa | In casa | In casa | In trasferta | In trasferta | In trasferta | In trasferta | In trasferta | In trasferta | Totale | Totale | Totale | Totale | Totale | Totale | DR |
| Competizione | Punti | G       | V       | N       | P       | Gf      | Gs      | G            | V            | N            | P            | Gf           | Gs           | G      | V      | N      | P      | Gf     | Gs     | DR |
| ------------ | ----- | ------- | ------- | ------- | ------- | ------- | ------- | ------------ | ------------ | ------------ | ------------ | ------------ | ------------ | ------ | ------ | ------ | ------ | ------ | ------ | -- |
| Serie A      | 36    | 17      | 9       | 4       | 4       | 22      | 17      | 17           | 4            | 6            | 7            | 12           | 19           | 34     | 13     | 10     | 11     | 34     | 36     | -2 |
| Coppa Italia |       | -       | -       | -       | -       | -       | -       | 1            | 0            | 1            | 0            | 1            | 1            | 1      | 0      | 1      | 0      | 1      | 1      | 0  |
| Totale       |       | 17      | 9       | 4       | 4       | 22      | 17      | 18           | 4            | 7            | 7            | 13           | 20           | 35     | 13     | 11     | 11     | 35     | 37     | -2 |

### Statistiche dei giocatori
| Giocatore      | Serie A  | Serie A | Coppa Italia | Coppa Italia | Totale   | Totale |
| Giocatore      | Presenze | Reti    | Presenze     | Reti         | Presenze | Reti   |
| -------------- | -------- | ------- | ------------ | ------------ | -------- | ------ |
| A. Bardin      | 1        | -1      | -            | -            | 1        | -1     |
| S. Campana     | 30       | 2       | 1            | 0            | 31       | 2      |
| S. Carantini   | 25       | 0       | 1            | 0            | 26       | 0      |
| G. Colausig    | 5        | 0       | -            | -            | 5        | 0      |
| L. Dell'Angelo | 31       | 2       | 1            | 0            | 32       | 2      |
| G. De Marchi   | 34       | 2       | 1            | 0            | 35       | 2      |
| D. Fontana     | 8        | 0       | -            | -            | 8        | 0      |
| J. Humberto    | 8        | 1       | 1            | 0            | 9        | 1      |
| F. Luison      | 29       | -30     | 1            | -1           | 30       | -31    |
| L. Menti       | 32       | 1       | 1            | 0            | 33       | 1      |
| A. Pin         | 4        | -5      | -            | -            | 4        | -5     |
| G. Savoini     | 29       | 0       | 1            | 0            | 30       | 0      |
| A. Stenti      | 29       | 0       | 1            | 0            | 30       | 0      |
| S. Tiberi      | 12       | 0       | -            | -            | 12       | 0      |
| G. Vastola     | 25       | 7       | 1            | 0            | 26       | 7      |
| L. Vinicio     | 29       | 17      | 1            | 1            | 30       | 18     |
| G. Volpato     | 15       | 0       | -            | -            | 15       | 0      |
| M. Zanon       | 1        | 0       | -            | -            | 1        | 0      |
| G. Zoppelletto | 27       | 0       | 1            | 0            | 28       | 0      |